# Mackenzie Dern
Pour les articles homonymes, voir Dern.
Mackenzie Lynne Dern, née le 24 mars 1993, est une pratiquante de jiu-jitsu brésilien et d'arts martiaux mixtes. La Fédération internationale de jiu-jitsu brésilien (International Brazilian Jiu-Jitsu Federation - IBJJF (en)) la classe comme la meilleure ceinture noire féminine de la discipline. Elle a obtenu sa ceinture noire avec son père, Wellington "Megaton" Dias, qui est l'un des meilleurs ceinture noire de jiu-jitsu brésilien au monde. Elle est championne de l'ADCC et des championnats du monde de jiu-jitsu brésilien.
Mackenzie a commencé à s'entraîner à l'âge de 3 ans en pratiquant avec son père et sa belle-mère, Luciana Tavares, elle aussi ceinture noire. Mackenzie a commencé jeune la compétition, et est passée dans la catégorie adulte à l'âge de 14 ans. Jusqu'à l'atteinte de la ceinture noire, Mackenzie a remporté un championnat du monde avec chacune de ses ceintures intermédiaires.